# Lake Moore (New South Wales)
Lake Moore är en sjö i Australien. Den ligger i delstaten New South Wales, i den sydöstra delen av landet, omkring 26 kilometer väster om delstatshuvudstaden Sydney. 
Runt Lake Moore är det i huvudsak tätbebyggt. Runt Lake Moore är det tätbefolkat, med 427 invånare per kvadratkilometer. Genomsnittlig årsnederbörd är 1 267 millimeter. Den regnigaste månaden är februari, med i genomsnitt 216 mm nederbörd, och den torraste är juli, med 25 mm nederbörd.